# Гумерсбах
Гумерсбах (њем. Gummersbach) град је у њемачкој савезној држави Северна Рајна-Вестфалија. Једно је од 13 општинских средишта округа Обербергиш. Према процјени из 2010. у граду је живјело 52.130 становника. Посједује регионалну шифру (AGS) 5374012, NUTS (DEA2A) и LOCODE (DE GUM) код.

## Географски и демографски подаци
Гумерсбах се налази у савезној држави Северна Рајна-Вестфалија у округу Обербергиш. Град се налази на надморској висини од 152–519 метара. Површина општине износи 95,4 km². У самом граду је, према процјени из 2010. године, живјело 52.130 становника. Просјечна густина становништва износи 547 становника/km².

## Међународна сарадња
| Мјесто         | Држава    | Врста сарадње | Од    |
| -------------- | --------- | ------------- | ----- |
| Афандо         | Грчка     | пријатељство  | 1989. |
| Ла Рош сир Јон | Француска | партнерство   | 1968. |
| Извор          |           |               |       |